# نهاش أغبس
نهاش أغبس (الاسم العلمي: Lutjanus fuscescens) (بالإنجليزية: Freshwater snapper)‏ هو نوع من الأسماك يتبع جنس النهاش من الفصيلة النهاشية.